# Mark Weinberger
Mark Weinberger est un homme d'affaires américain,,. Il est le président-directeur général d'EY (Ernst & Young),,.

## Biographie
Né à Scranton, Pennsylvanie, Weinberger a reçu une licence (B.A.) de l'Université Emory, une maîtrise d'administration des affaires (M.B.A) et une licence en droit (J.D.) de l'Université Case Western Reserve et un master en droit (LL.M) du Centre de droit de l'Université de Georgetown.

## Carrière
Weinberger rejoint le personnel d'EY en 1987 en tant que jeune professionnel. En 1990, il accepte un poste de conseiller fiscal pour le sénateur John C. Danforth,. Il est également chef de cabinet pour le Comité de 1994 sur les droits et la réforme de l'impôt. En mars 1996, il participe à la fondation de Washington Counsel (société de conseil aux entreprises). Cette entreprise fusionne avec Ernst & Young en mai 2000, et il devient directeur du service de la fiscalité nationale dans le cabinet américain d'Ernst & Young,. Plus tard cette même année, Weinberger rejoint l'administration lorsque le président Clinton le nomme au Conseil consultatif sur la sécurité sociale,.
À la suite de la démission de Jonathan Talisman, Weinberger devient secrétaire adjoint au trésor pour la politique de l'impôt au département du Trésor des États-Unis.
En avril 2002, il démissionne de ce poste et retourne à EY comme vice-président adjoint des services fiscaux pour les Amériques,. Il est actuellement[Quand ?] président-directeur général d'EY, poste basé à Washington. Il a succédé au président-directeur général Jim Turley, parti à la retraite en juillet 2013. Weinberger siège aux conseils d'administration de The Tax Council, The American Council for Capital Formation, et Bullis School.

## Vie personnelle
Il est marié et père de quatre enfants. Il skie et joue au tennis.